# Teatro Rialto (Madrid)
El Teatro Rialto es un local de representación de Madrid, situado en el edificio Rialto, número 54 de la Calle Gran Vía. Fue inaugurado en 1930 como cine (Cine Astoria) y se hizo popular con las primeras películas de Imperio Argentina y, posteriormente, por ser la sala de estreno de El último cuplé, “ópera magna” de Sara Montiel.

## Historia
Diseñado por José Aragón y José María Mendoza Ussía y construido entre 1926 al 1930, se estrenó como sala cinematográfica con el espectáculo "Variedades de la Paramount" y de 1932 a 1934 se llamó Cine Astoria. Su promotor fue el empresario Antonio Ramos Espejo. A lo largo de su historia fue local frecuentado por la cartelera de las comedias musicales americanas y, a partir del siglo xxi, fue reformado el antiguo cine como sala teatral multifuncional coordinada por el Ayuntamiento de Madrid.